# Bagare

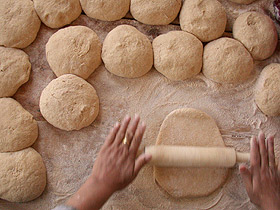
Bakning

En bagare är en person som yrkesmässigt bakar till exempel matbröd, bullar och kakor. 
Bagare kan arbete i ett mindre bageri med tillhörande konditori, butik eller på ett industribageri. De kan även arbeta i privathem. Större delen av allt matbröd som produceras idag görs på några få olika stora företag som har ett antal industribagerier var. Hur brödtillverkningen ser ut beror mycket på bageriets storlek, men något som alltid måste finnas är bagarens kunskap om bröd och bakning. Tillverkningen av matbröd är mycket automatiserad. Arbetsuppgifterna på ett automatiserat bageri kan till exempel vara att knappa in ett recept på det som ska bakas i bakdatorn, varefter maskinen sköter nästan allt själv. Tillverkningen av kaffebröd är inte lika automatiserad som för matbröd. Även mindre bagerier brukar vara väl utrustade med maskiner och kan ibland även ha bakdatorer. Vissa små bagerier är däremot inte så väl utrustade med maskiner och där görs mer för hand. Det kan vara allt från att väga upp ingredienser till att forma, jäsa och grädda brödet eller kakorna. Man tar också alltid hand om disken och håller arbetsplatsen ren och snygg.
De bagare som jobbar på ett industribageri arbetar oftast på natten och helgarbete kan förekomma. På ett litet bageri eller konditori börjar man oftast mycket tidigt på morgonen. I jobbet som bagare så går och står man mycket, och det kan slita på ben och knän. Omfattande kontakt med mjöldamm kan leda till att en allergi utvecklas. För att säkerställa god hygien används särskilda arbetskläder, där bland annat ett förkläde ingår.

## Historik

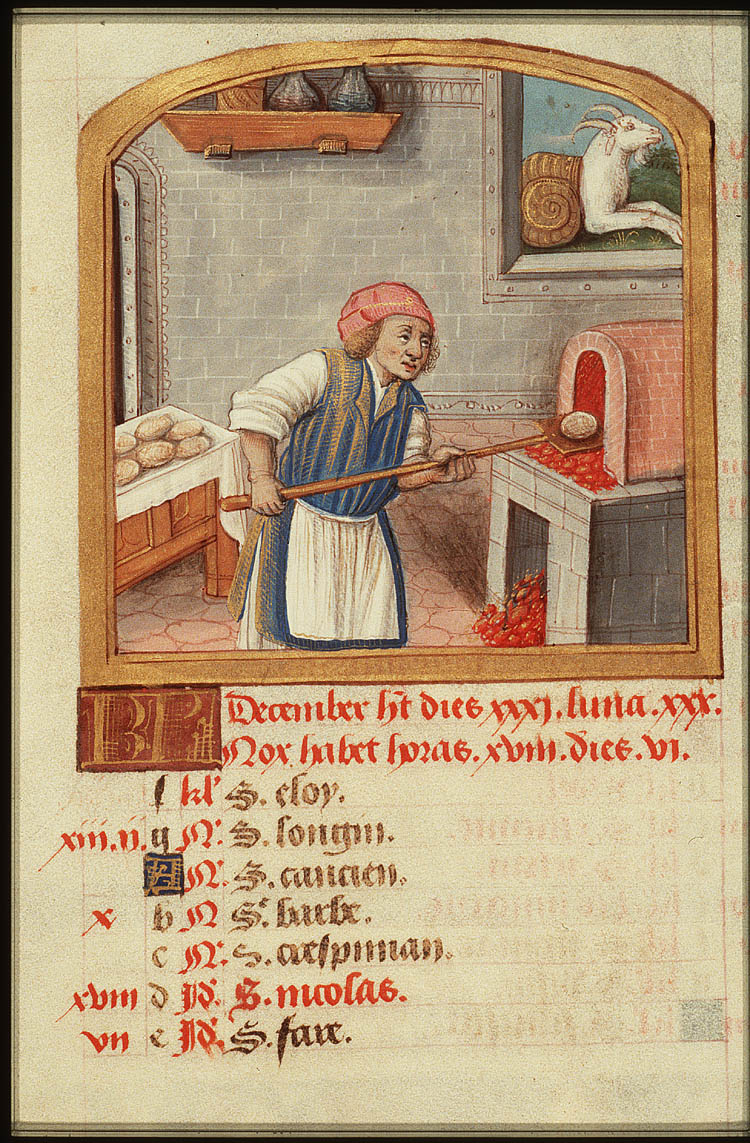
En bagare på en kalender från Medeltiden.

Från medeltiden och fram till skråväsendets avskaffande i mitten av 1800-talet hade bagarna ett eget skrå. Man skilde länge på vita och svarta bagare – de vita bakade ljust vetebröd, och de svarta mörkt grovt bröd. Som brödnaggar användes ihopknutna hönsfjädrar, och hålet i mitten av brödkakan gjordes med ett kohorn. Kringlan-symbolen är från 1600-talet.
"Bakare" hette det från början, men ordet utvecklades under 1400-talet till bagare (på samma sätt som Svea rike blev "Sverige").

## Sverige
Den i Sverige som vill bli bagare kan gå Livsmedelsprogrammet i gymnasieskolan. Det finns också olika lokala utbildningsinriktningar mot bageri och konditori på ett antal olika orter i Sverige. Lärlingsutbildning förekommer också. Som bagare kan man avlägga prov för gesäll- och mästerbrev. Man tjänar mellan 16 000 och 22 000 kronor i månaden. Lönen blir högre för de flesta genom tillägg för obekväm arbetstid, eftersom bagare jobbar mycket kvällar och nätter. Lönen varierar också beroende på utbildning, erfarenhet, ort och arbetsuppgifter.